# Myliobatis australis
Myliobatis australis är en rockeart som beskrevs av Macleay 1881. Myliobatis australis ingår i släktet Myliobatis och familjen örnrockor. IUCN kategoriserar arten globalt som livskraftig. Inga underarter finns listade i Catalogue of Life.